# Middletown (Rhode Island)
New Castle – miasto w Stanach Zjednoczonych, w stanie Rhode Island, w hrabstwie Newport.